# Katrien Aerts
Katrien Aerts (* 15. März 1976 in Geel) ist eine belgische Freestyle-Skierin.

## Werdegang
Aerts lernte das Skifahren während des Winterurlaubs mit ihren Eltern. Sie bis 15 Jahre alt war, fuhr sie nie öfter als eine oder zwei Wochen Ski im Jahr. Erst 1998, im Alter von 22 Jahren, begann Aerts als Animateurin in Ferienanlagen der belgischen Christlichen Krankenkasse CKK in der Schweiz zu arbeiten und sich intensiv dem Freestyle-Skiing und insbesondere dem Fahren in der Halfpipe zu widmen. Im Jahr 2006 nahm sie als Dreißigjährige erstmals an professionellen Wettkämpfen in Frankreich teil. Im Jahr 2008 startete sie erstmals bei den Snowboard US Open und errang den 4. Platz in der Disziplin Slopestyle, verletzte sich jedoch wenig später bei einem Sturz an der Wirbelsäule.
Größere Erfolge konnte sie erst wieder 2011 verbuchen, als Aerts Dritte im FIS Weltcup in der Halfpipe und achte bei den FIS-Weltmeisterschaften in derselben Disziplin wurde. Ebenfalls 2011 gewann Aerts die Bronzemedaille bei den European Open. Bei den Winter X-Games 2011 wurde sie Siebte. Im darauf folgenden Jahr belegte Aerts bei der WM 2012 den 13. Platz in der Halfpipe und 15. Platz in der Disziplin Slopestyle. Sie war eine von sieben belgischen Teilnehmern bei den Olympischen Winterspielen 2014. Dort landete Aerts in der Halfpipe auf dem 17. Platz.